# Prosevania rodhaini
Prosevania rodhaini är en stekelart som först beskrevs av De Saeger 1943.  Prosevania rodhaini ingår i släktet Prosevania och familjen hungersteklar. Inga underarter finns listade i Catalogue of Life.